# نتایج تیم ملی فوتبال ارمنستان (۹۹–۱۹۹۰)
این مقاله دربارهٔ جزئیات مسابقات و نتایج تیم ملی فوتبال ارمنستان در دهه ۱۹۹۰ میلادی می‌باشد.
| تیم ملی ارمنستان | تیم ملی ارمنستان | تیم ملی ارمنستان | تیم ملی ارمنستان | تیم ملی ارمنستان | تیم ملی ارمنستان | تیم ملی ارمنستان |
| سال              | Played           | برد              | تساوی            | باخت             | گل‌ها             | امتیازات/بازی    |
| ---------------- | ---------------- | ---------------- | ---------------- | ---------------- | ---------------- | ---------------- |
| ۱۹۹۲             | ۱                | ۰                | ۱                | ۰                |                  |                  |
| ۱۹۹۳             | بازی صورت نگرفت  | بازی صورت نگرفت  | بازی صورت نگرفت  | بازی صورت نگرفت  | بازی صورت نگرفت  | بازی صورت نگرفت  |
| ۱۹۹۴             | ۵                | ۱                | ۱                | ۳                |                  |                  |
| ۱۹۹۵             | ۷                | ۱                | ۱                | ۵                |                  |                  |
| ۱۹۹۶             | ۹                | ۱                | ۳                | ۵                |                  |                  |
| ۱۹۹۷             | ۹                | ۱                | ۲                | ۶                |                  |                  |
| ۱۹۹۸             | ۵                | ۳                | ۱                | ۱                |                  |                  |
| ۱۹۹۹             | ۹                | ۱                | ۱                | ۷                |                  |                  |
| Total            | ۴۵               | ۸                | ۱۰               | ۲۷               |                  |                  |

## ۱۹۹۲
| تاریخ         | مسابقات      | مکان   | تیم میزبان | گل زده | تیم میهمان             | گلزنان ارمنستان |
| ------------- | ------------ | ------ | ---------- | ------ | ---------------------- | --------------- |
| ۱۴ اکتبر ۱۹۹۲ | بازی دوستانه | ایروان | ارمنستان   | ۰:۰    | تیم ملی فوتبال مولداوی |                 |

## ۱۹۹۴
| تاریخ          | مسابقات                                      | مکان               | تیم میزبان          | گل زده | تیم میهمان          | گلزنان ارمنستان |
| -------------- | -------------------------------------------- | ------------------ | ------------------- | ------ | ------------------- | --------------- |
| ۱۶ مه ۱۹۹۴     | بازی دوستانه                                 | فولرتون، کالیفرنیا | ایالات متحده آمریکا | ۱:۰    | ارمنستان            |                 |
| ۱۶ ژوئیه ۱۹۹۴  | بازی دوستانه                                 | ایروان             | ارمنستان            | ۱:۰    | تیم ملی فوتبال مالت | آرسن آوتیسیان   |
| ۷ سپتامبر ۱۹۹۴ | مرحله مقدماتی جام ملت‌های اروپا ۱۹۹۶ - گروه ۲ | بروکسل             | بلژیک               | ۲:۰    | ارمنستان            |                 |
| ۸ اکتبر ۱۹۹۴   | مرحله مقدماتی جام ملت‌های اروپا ۱۹۹۶ - گروه ۲ | ایروان             | ارمنستان            | ۰:۰    | قبرس                |                 |
| ۱۶ نوامبر ۱۹۹۴ | مرحله مقدماتی جام ملت‌های اروپا ۱۹۹۶ - گروه ۲ | لیماسول            | قبرس                | ۲:۰    | ارمنستان            |                 |

## ۱۹۹۵
| تاریخ           | مسابقات                                      | مکان       | تیم میزبان             | گل زده | تیم میهمان             | گلزنان ارمنستان                  |
| --------------- | -------------------------------------------- | ---------- | ---------------------- | ------ | ---------------------- | -------------------------------- |
| ۲۶ آوریل ۱۹۹۵   | مرحله مقدماتی جام ملت‌های اروپا ۱۹۹۶ - گروه ۲ | ایروان     | ارمنستان               | ۰:۲    | اسپانیا                |                                  |
| ۱۹ مه ۱۹۹۵      | مرحله مقدماتی جام ملت‌های اروپا ۱۹۹۶ - گروه ۲ | ایروان     | ارمنستان               | ۲:۲    | مقدونیه                | رازمیک گریگوریان، آرمن شاهگلدیان |
| ۷ ژوئن ۱۹۹۵     | مرحله مقدماتی جام ملت‌های اروپا ۱۹۹۶ - گروه ۲ | سویا (شهر) | اسپانیا                | ۱:۰    | ارمنستان               |                                  |
| August 16, 1995 | مرحله مقدماتی جام ملت‌های اروپا ۱۹۹۶ - گروه ۲ | ایروان     | ارمنستان               | ۰:۲    | تیم ملی فوتبال دانمارک |                                  |
| ۶ سپتامبر ۱۹۹۵  | مرحله مقدماتی جام ملت‌های اروپا ۱۹۹۶ - گروه ۲ | اسکوپیه    | مقدونیه                | ۱:۲    | ارمنستان               | رازمیک گریگوریان، آرمن شاهگلدیان |
| ۷ اکتبر ۱۹۹۵    | مرحله مقدماتی جام ملت‌های اروپا ۱۹۹۶ - گروه ۲ | ایروان     | ارمنستان               | ۰:۲    | بلژیک                  |                                  |
| ۱۵ نوامبر ۱۹۹۵  | مرحله مقدماتی جام ملت‌های اروپا ۱۹۹۶ - گروه ۲ | کپنهاگ     | تیم ملی فوتبال دانمارک | ۳:۱    | ارمنستان               | آرتور پتروسیان                   |

## ۱۹۹۶
| تاریخ          | مسابقات                           | مکان       | تیم میزبان           | گل زده | تیم میهمان | گلزنان ارمنستان                    |
| -------------- | --------------------------------- | ---------- | -------------------- | ------ | ---------- | ---------------------------------- |
| ۱۷ ژانویه ۱۹۹۶ | بازی دوستانه                      | Vitrolles  | تیم ملی فوتبال مراکش | ۶:۰    | ارمنستان   |                                    |
| ۵ ژوئن ۱۹۹۶    | بازی دوستانه                      | وینو دسک   | فرانسه               | ۲:۰    | ارمنستان   |                                    |
| ۲۰ ژوئن ۱۹۹۶   | بازی دوستانه                      | لیما       | تیم ملی فوتبال پرو   | ۴:۰    | ارمنستان   |                                    |
| ۲۵ ژوئن ۱۹۹۶   | بازی دوستانه                      | آسونسیون   | پاراگوئه             | ۱:۲    | ارمنستان   | Varazdat Avetisyan, تیگران یسائیان |
| ۳۰ ژوئن ۱۹۹۶   | بازی دوستانه                      | Portoviejo | اکوادور              | ۳:۰    | ارمنستان   |                                    |
| ۳۱ اوت ۱۹۹۶    | 1998 FIFA World Cup qualification | ایروان     | ارمنستان             | ۰:۰    | پرتغال     |                                    |
| ۵ اکتبر ۱۹۹۶   | 1998 FIFA World Cup qualification | بلفاست     | ایرلند شمالی         | ۱:۱    | ارمنستان   | اریک آسادوریان                     |
| ۹ اکتبر ۱۹۹۶   | 1998 FIFA World Cup qualification | ایروان     | ارمنستان             | ۱:۵    | آلمان      | کاراپت میکائلیان                   |
| ۹ نوامبر ۱۹۹۶  | 1998 FIFA World Cup qualification | تیرانا     | آلبانی               | ۱:۱    | ارمنستان   | Hakop Ter-Petrosyan                |

## ۱۹۹۷
| تاریخ           | مسابقات                           | مکان         | تیم میزبان | گل زده | تیم میهمان   | گلزنان ارمنستان                                    |
| --------------- | --------------------------------- | ------------ | ---------- | ------ | ------------ | -------------------------------------------------- |
| ۴ ژانویه ۱۹۹۷   | بازی دوستانه                      | وینیا دل مار | شیلی       | ۷:۰    | ارمنستان     |                                                    |
| ۶ ژانویه ۱۹۹۷   | بازی دوستانه                      | آسونسیون     | پاراگوئه   | ۲:۰    | ارمنستان     |                                                    |
| ۳۰ مارس ۱۹۹۷    | بازی دوستانه                      | تفلیس        | گرجستان    | ۷:۰    | ارمنستان     |                                                    |
| ۳۰ آوریل ۱۹۹۷   | 1998 FIFA World Cup qualification | ایروان       | ارمنستان   | ۰:۰    | ایرلند شمالی |                                                    |
| ۳۰ مارس ۱۹۹۷    | 1998 FIFA World Cup qualification | کی‌یف         | اوکراین    | ۱:۱    | ارمنستان     | آرتور پتروسیان                                     |
| ۲۰ اوت ۱۹۹۷     | 1998 FIFA World Cup qualification | ستوبال       | پرتغال     | ۳:۱    | ارمنستان     | اریک آسادوریان                                     |
| ۶ سپتامبر ۱۹۹۷  | 1998 FIFA World Cup qualification | ایروان       | ارمنستان   | ۳:۰    | آلبانی       | هاروتیون واردانیان، اریک آسادوریان، گارنیک آوالیان |
| ۱۰ سپتامبر ۱۹۹۷ | 1998 FIFA World Cup qualification | دورتموند     | آلمان      | ۴:۰    | ارمنستان     |                                                    |
| ۱۱ اکتبر ۱۹۹۷   | 1998 FIFA World Cup qualification | ایروان       | ارمنستان   | ۰:۲    | اوکراین      |                                                    |

## ۱۹۹۸
| تاریخ          | مسابقات                                      | مکان    | تیم میزبان | گل زده | تیم میهمان | گلزنان ارمنستان                                |
| -------------- | -------------------------------------------- | ------- | ---------- | ------ | ---------- | ---------------------------------------------- |
| ۱۸ اوت ۱۹۹۸    | بازی دوستانه                                 | آبوویان | ارمنستان   | ۱:۰    | لبنان      | آرمن آدامیان                                   |
| ۵ سپتامبر ۱۹۹۸ | مرحله مقدماتی جام ملت‌های اروپا ۲۰۰۰ - گروه ۴ | ایروان  | ارمنستان   | ۳:۱    | آندورا     | گارنیک آوالیان، تیگران یسائیان، تیگران یسائیان |
| ۱۰ اکتبر ۱۹۹۸  | مرحله مقدماتی جام ملت‌های اروپا ۲۰۰۰ - گروه ۴ | ایروان  | ارمنستان   | ۰:۰    | ایسلند     |                                                |
| ۱۴ اکتبر ۱۹۹۸  | مرحله مقدماتی جام ملت‌های اروپا ۲۰۰۰ - گروه ۴ | کی‌یف    | اوکراین    | ۲:۰    | ارمنستان   |                                                |
| ۲۱ نوامبر ۱۹۹۸ | بازی دوستانه                                 | آبوویان | ارمنستان   | ۲:۱    | استونی     | Karen Barseghyan, کارن سیمونیان                |

## ۱۹۹۹
| تاریخ          | مسابقات                                      | مکان     | تیم میزبان            | گل زده | تیم میهمان           | گلزنان ارمنستان                                |
| -------------- | -------------------------------------------- | -------- | --------------------- | ------ | -------------------- | ---------------------------------------------- |
| ۳ مارس ۱۹۹۹    | بازی دوستانه                                 | ورشو     | لهستان                | ۱:۰    | ارمنستان             |                                                |
| ۲۷ مارس ۱۹۹۹   | مرحله مقدماتی جام ملت‌های اروپا ۲۰۰۰ - گروه ۴ | ایروان   | ارمنستان              | ۰:۳    | تیم ملی فوتبال روسیه |                                                |
| ۳۱ مارس ۱۹۹۹   | مرحله مقدماتی جام ملت‌های اروپا ۲۰۰۰ - گروه ۴ | پاریس    | فرانسه                | ۲:۰    | ارمنستان             |                                                |
| ۵ ژوئن ۱۹۹۹    | مرحله مقدماتی جام ملت‌های اروپا ۲۰۰۰ - گروه ۴ | ریکیاویک | تیم ملی فوتبال ایسلند | ۲:۰    | ارمنستان             |                                                |
| ۹ ژوئن ۱۹۹۹    | مرحله مقدماتی جام ملت‌های اروپا ۲۰۰۰ - گروه ۴ | ایروان   | ارمنستان              | ۰:۰    | اوکراین              |                                                |
| ۱۸ اوت ۱۹۹۹    | بازی دوستانه                                 | پارنو    | تیم ملی فوتبال استونی | ۴:۰    | ارمنستان             |                                                |
| ۴ سپتامبر ۱۹۹۹ | مرحله مقدماتی جام ملت‌های اروپا ۲۰۰۰ - گروه ۴ | Moscow   | تیم ملی فوتبال روسیه  | ۲:۰    | ارمنستان             |                                                |
| ۸ سپتامبر ۱۹۹۹ | مرحله مقدماتی جام ملت‌های اروپا ۲۰۰۰ - گروه ۴ | ایروان   | ارمنستان              | ۲:۳    | فرانسه               | کاراپت میکائلیان، آرمن شاهگلدیان               |
| ۹ اکتبر ۱۹۹۹   | مرحله مقدماتی جام ملت‌های اروپا ۲۰۰۰ - گروه ۴ | ایکسیوال | تیم ملی فوتبال آندورا | ۰:۳    | ارمنستان             | آرتور پتروسیان، تیگران یسائیان، آرمن شاهگلدیان |